# گمینا الکساندروو (استان لوبلین)
گمینا الکساندروو (استان لوبلین) (به لهستانی:  Gmina Aleksandrów) یک گمینا در لهستان است که در شهرستان بیوگورای واقع شده‌است. گمینا الکساندروو ۵۴٫۲۶ کیلومتر مربع مساحت و ۳٬۱۸۴ نفر جمعیت دارد.